# Bulbophyllum globiceps
Bulbophyllum globiceps är en orkidéart som beskrevs av Rudolf Schlechter. Bulbophyllum globiceps ingår i släktet Bulbophyllum och familjen orkidéer. Inga underarter finns listade i Catalogue of Life.